# きぐるみキグミ～
きぐるみキグミ～は、タカラトミーが2005年3月に発売した電子ゲーム。会話を楽しむ液晶携帯ゲームに「着ぐるみ」を着せており、別売りの着ぐるみを着せ替えて楽しむことができる。